# It’s About Time (альбом Jonas Brothers)
It’s About Time — дебютный студийный альбом Jonas Brothers. Релиз состоялся 8 августа 2006 года на Columbia Records. В США было продано более 62000 копий альбома.

## Об альбоме
Диск оказался удачным в христианском жанре и был распространен в христианским магазинам с помощью INO Records. Позднее исправленная версия альбома была реализована через Daylight Records с тремя удаленными песнями и замененными на три другие. Двойной диск этой альбомной версии был также реализован.
Альбом в настоящее время не продается, поэтому копии — редкие и дорогие, но обе версии доступны на eBay и в digital download.
Одна из песен в альбоме, «Time for Me to Fly», фигурировала в фильме «Аквамарин» в 2006 году.
Песня «Mandy» была первым синглом; релиз состоялся в США 27 декабря 2005 года. Эта песня о друзьях вошла в саундтрек к телевизионному сериалу «Зоуи 101», в саундтрек для одноименного шоу, а также фигурировала во 2 сезоне 10-11 сериях сериала.
После Columbia Records и снижения рейтинга группа в чартах, братья подписали контракт с Hollywood Records. Лейбл получил права на сингл «Year 3000», который был также реализован во втором студийном альбоме Jonas Brothers.

## Видеоклипы
Всего 3 видео, снятые на песню «Mandy», режиссёр — Онди Тимонер.
Эпизод 1: Снималась в Высшей школе Пасадены, в Калифорнии, Пасадене. Звенит школьный звонок, все идут на урок. Ник замечает Мэнди, роняющую свой телефон. Он подбирает его и мчится за ней по холлу. На автомобильной стоянке он видит Мэнди со своим парнем (актер — Родерик Гэллоуэй) и его друзьями. Ник подбегает и отдает Мэнди её телефон. Парень Мэнди преследует Ника на улице на своем автомобиле.
Эпизод 2: Ник бежит по тротуару, а парень Мэнди едет за ним. В конце концов он теряет его из виду, а после видит Ника в машине со своими братьями, Джо и Кевином, которые проезжают мимо и смеются. Вечером того же дня Мэнди со своим парнем находятся на школьном балу, на котором их объявили Королём и Королевой. Братья тоже там. Мэнди пытается уйти, но её парень удерживает её и яростно целует. Она отстраняется и выбегает на улицу, где сталкивается с братьями, которые предложили подвезти её до дома. Её парень видит, как они уезжают. Мэнди заходит домой, она и её отец ссорятся. Мэнди выбегает из дома и видит своего парня со своими друзьями, подъезжающих к братьям. Мэнди не знает, как поступить.
Эпизод 3: На следующий день Мэнди едет в машине со своим парнем, который сокрушает почтовый ящик своей бейсбольной битой. Позже, в школе, Мэнди возвращает ему ожерелье и разрывает с ним отношения. Она находит Джо и Ника, сидящих у дерева, и присоединяется к их разговору. Её бывший парень видит это и приближается к ним. Мэнди убегает, чтобы найти Кевина. Мэнди и Кевин забираются в машину и едут к тому месту, где находятся Ник и Джо. Те присоединяются к ним и быстро уезжают. Братья подбирают ещё двух девушек, и все машут бывшему парню Мэнди. Они все идут к зданию, где братья играют песню. Эпизод заканчивается надписью: «The End?» (рус. «Конец?»)

## Туры
5 ноября 2005 года Jonas Brothers начали свой первый тур в поддержку альбома. Второй тур, Jonas Brothers American Club Tour, продвигал воздержание от незаконных препаратов (наркотиков). Тур содержал концерт в клубе с маленькой толпой. Он начался 28 февраля 2006 года и закончился 3 марта того же года, в общей сложности было устроено 28 шоу.

## Список композиций
| №   | Название                  | Автор(ы) | Длительность |
| --- | ------------------------- | --- | ------------ |
| 1.  | «What I Go To School For» | Джеймс Эллиот Борн, Мэттью Дж. Грэхэм, Джон Игнатий МакЛафлин, Ричард Рэшмен, Стефэн Пол Робсон, Чарльз Роберт Симпсон | 3:29         |
| 2.  | «Time For Me To Fly»      | Братья Джонас, Кевин Джонас I, ПиДжей Бьянко                                                                           | 3:03         |
| 3.  | «Year 3000»               | Джеймс Эллиот Борн, Мэттью Дж. Грэхэм, Томас Майкл Флетчер, Стефэн Пол Робсон, Чарльз Роберт Симпсон                   | 3:19         |
| 4.  | «One Day At A Time»       | Братья Джонас, Мангини, Гринберг                                                                                       | 3:52         |
| 5.  | «6 Minutes»               | Бельмати, Гансен, Кронин, Шеппард                                                                                      | 3:02         |
| 6.  | «Mandy»                   | Братья Джонас | 2:45         |
| 7.  | «You Just Don't Know It»  | Братья Джонас | 3:31         |
| 8.  | «I Am What I Am»          | Адам Шлесингер | 2:07         |
| 9.  | «Underdog»                | Братья Джонас, Джесс Кейтс, Старджейт                                                                                  | 3:14         |
| 10. | «7:05»                    | Братья Джонас, Мангини                                                                                                 | 3:43         |
| 11. | «Please Be Mine»          | Братья Джонас | 3:12         |

### Удаленные песни
- Don’t Tell Anyone (Братья Джонас, Билли Манн, Гринберг)
- Dear God (Братья Джонас)
- Hey We’re Gonna Be Alright (Братья Джонас)

## Участники записи
- Ник Джонас — вокал, гитара, клавишные, ударные.
- Джо Джонас — вокал, тамбурин, гитара, клавишные.
- Кевин Джонас — гитара, бэк-вокал.
- Джон Тейлор — гитара.
- Грег Гарбовски — бас-гитара.
- Александр Нойс — ударные